# Atractodes bicolor
Atractodes bicolor är en stekelart som beskrevs av Johann Ludwig Christian Gravenhorst 1829. Atractodes bicolor ingår i släktet Atractodes och familjen brokparasitsteklar. Arten är reproducerande i Sverige.

## Underarter
Arten delas in i följande underarter:
- A. b. arcticus
- A. b. alaskensis